# Robert Pfeffer

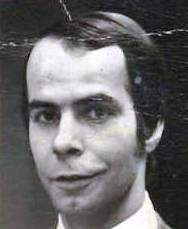
Karl Robert Pfeffer

Karl Robert Pfeffer (* 14. März 1941 in Berlin; † 24. Mai 1979 in Beirut) war ein deutscher Journalist und Nahost-Experte.

## Leben
Er ist der dritte Sohn des Soziologen Karl Heinz Pfeffer und der Lehrerin Margaret Wainman Kirby. Seine Brüder sind der Jurist Franz Pfeffer, der Bonner Tierphysiologe Ernst Pfeffer und der Ethnologe Georg Pfeffer. Karl Robert Pfeffer besuchte zwischen 1959 und 1962 das Forman Christian College in Lahore in Pakistan.
Nach seiner Ausbildung bei der Deutschen Presseagentur (DPA) in Hamburg im Jahre 1969 arbeitete Pfeffer anschließend als Redakteur im Auslands-Ressort des Nachrichtenmagazins Der Spiegel. Schwerpunkte waren Südasien und der Mittlere und Nahe Osten.
Seit 1970 berichtete er als Auslandskorrespondent aus Islamabad. In zahlreichen Reportagen schrieb Pfeffer in den Jahren 1970/71 detailliert über die tödlichen Übergriffe und eklatanten Menschenrechts-Verletzungen der pakistanischen Armee gegenüber der Zivilbevölkerung im damaligen Ostpakistan. Pfeffers Hauptaugenmerk galt dem indisch-pakistanischen Krieg 1971. Kritisch kommentierte er das diktatorische Gebaren des pakistanischen Premierministers Zulfikar Ali Bhutto in den Jahren 1972/73. Als Reaktion wies ihn dessen Regierung 1972 außer Landes. Pfeffer kehrte ins Auslands-Ressort des Nachrichtenmagazins Der Spiegel nach Hamburg zurück.
Im Februar 1974 wechselte Pfeffer in Hamburg in die Redaktion des Magazins Stern. Dort berichtete er u. a. als Reporter aus Uganda über die Ermordung des Erzbischofs Janani Luwum (* 1922 † 1977) auf Befehl des ugandischen Diktators Idi Amin nach einem öffentlichen Tribunal am 16. Februar 1977 im Sport-Stadion von Kampala.
1978 ging Pfeffer als Auslandskorrespondent für den Stern nach Beirut. Er und das Magazin trennten sich jedoch im Frühjahr 1979. Er schrieb umfassende Artikel und Analysen über den libanesischen Bürgerkrieg. Zudem unternahm er Recherchen mit dem Ziel, einen direkten Zugang zu den führenden Terroristen Abu Nidal und Carlos zu bekommen.
Dabei galt Pfeffers Hauptinteresse dem internationalen Terrorismus. Darüber plante er im 1979 ein Buch bei einem deutschen Verlag zu veröffentlichen. In diesem Buch sollte es besonders um Carlos „den Schakal“ und um Wadi Haddad gehen, der das Mastermind hinter zahlreichen Flugzeugentführungen in den 1970er Jahren war, und der im März 1978 in der Berliner Charite verstarb. Pfeffer erhielt mehrere telefonische Morddrohungen, die er ignorierte.
Am 24. Mai 1979 wurde Robert Pfeffer auf offener Straße vor seiner Wohnung in Beirut von einer mindestens aus drei Personen bestehenden  palästinensischen Spezialeinheit ermordet. Am 14. März 2008 erklärte die in Brüssel ansässige Organisation Disparition de journalistes de devoir de mémoires schriftlich dem deutschen Journalisten Reimar Oltmanns, dass Karl Robert Pfeffer im Auftrag der Volksfront für die Befreiung Palästinas (PFLP) unter Führung von George Habasch ermordet worden sei.
Robert Pfeffers Neffe Kilian Pfeffer, SWR Redakteur und Korrespondent im ARD-Hauptstadtstudio, hat in einer Podcast-Reihe seine Recherchen zu den Hintergründen und Verantwortlichen zusammengetragen. In dem Podcast „Zwei Schüsse ins Herz – warum musste mein Onkel sterben?“ bezweifelt Kilian Pfeffer die Vermutung, dass Robert Pfeffer von der PFLP getötet wurde. Seinen Rechercheergebnissen zufolge erteilte der Geheimdienst der Fatah unter Abu Ijad den Mordauftrag. Die Erkenntnisse beruhen unter anderem auf Recherchematerial von Robert Pfeffer, das jahrzehntelang verschollen war.